# Financial Supervision Commission (Bulgarien)
Die Financial Supervision Commission (FSC) (bulgarisch Комисия за финансов надзор/Komisija za finansow nadsor) ist die bulgarische Finanzmarktaufsichtsbehörde, deren Aufgabe es ist, gewisse Teile des Finanzmarktes außerhalb des Bankensektors, der durch die Bulgarischen Nationalbank und die EZB überwacht wird, zu kontrollieren und zu regulieren. 2011 waren an staatlichen Einlagesicherungen 100.000 Euro vorhanden.

## Geschichte
Die Gründung der FSC erfolgte am 1. März  2003 durch den Financial Supervision Commission Act. Bei der FSC handelt es sich um eine von der Exekutive unabhängige Institution, die der bulgarischen Nationalversammlung (Narodno Sabranie) Rechenschaft schuldig ist.

## Struktur

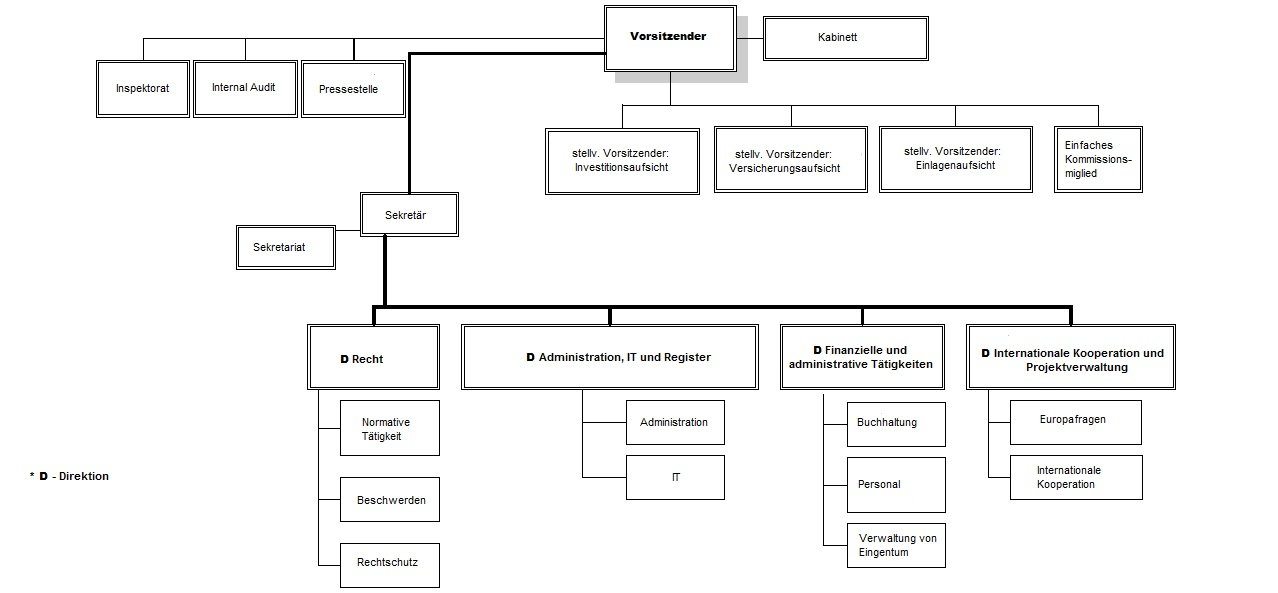
Struktur der Financial Supervision Commission

Die Leitung der Kommission besteht aus fünf Mitgliedern: einem Vorsitzenden, drei stellvertretenden Direktoren und einem einfachen Kommissionsmitglied. Der derzeitige Vorsitzende der FSC ist Stojan Mawrodiew. Er wurde am 16. Juni 2010 durch die bulgarische Nationalversammlung für eine Amtszeit von 6 Jahren gewählt.

## Aufgabe
Nach eigenen Angaben ist es die Hauptaufgabe der FSC, „durch rechtliche, administrative und informative Mittel für die Aufrechterhaltung der Stabilität und Transparenz im Finanzsektor“ zu sorgen, wobei die FSC sich nicht um den Sektor der Banken kümmert. Des Weiteren soll „der Schutz von Konsumenten von Finanzprodukten und Finanzdienstleistungen gesichert werden“.